# Матія Ром
Матія Ром (словен. Matija Rom; нар. 1 листопада 1998, Любляна, Словенія) — словенський футболіст, правий захисник ковалівського «Колоса».

## Клубна кар'єра

### Початок кар'єри. «Домжале»
Народився 1 листопада 1998 році в столиці Словенії, Любляні. З літа 2008 року займався в дитячій академії клубу Першої ліги Словенії «Домжале». У сезоні 2012/13 років переведений у команду U-15 виступав переважно в нападі, відзначився дев'ятьма голами в 28 матчах чемпіонату, згодом його все частіше почали використовувати в обороні. У сезоні 2013/14 років виступав у 1-й словенській кадетській лізі, зіграв 25 матчів, але не відзначився жодним голом. Наступного сезону знову грав у вище вказаному турнірі, зіграв 26 матчів та не відзначився жодним голом. У сезоні 2015/16 року вперше зіграв у Молодіжній Першій лізі Словенії. Будучи основним футболістом захисту, зіграв 29 матчів та відзначився одним голом. У сезоні 2015/16 років, як і в наступному сезоні, Ром опинився в списку гравців своєї команди, які грали в Юнацькій лізі УЄФА.
У сезоні 2016/17 році молодий захисник продовжував регулярно виступати в молодіжному чемпіонаті, зіграв 21 матч та відзначився чотирма голами. Також тренувався з професіональною командою, за яку у тому сезоні зіграв три матчі в чемпіонаті. Дебютував у професіональному футболу 10 грудня 2016 року в переможному (3:2) домашньому поєдинку проти майбутнього чемпіона «Марибора», головний тренер Симон Рожман дозволив Матії відіграти повні 90 хвилин. Починаючи з наступного раунду й протягом усєї весняної частини чемпіонату просидів на лаві запасних й повернувся до чоловічої команди лише незадовго до кінця сезону. Клуб закінчив чемпіонат в сезоні 2016/17 року на четвертому місці в таблиці, а це означало, що команда забезпечила собі місце в першому кваліфікаційному раунді Ліги Європи УЄФА 2017/18. У Кубку Словенії 2016/17 року «Домжале» вийшов у фінал, де з рахунком 1:0 завдяки голу Габера Добровольца здобув перемогу. Матія Ром не брав участі в жодній грі, а фінальний поєдинок просидів на лавці запасних.

### Боротьба за місце в основному складі
У сезоні 2017/18 років Ром вже все частіше використовувався у професіональній команді тренером Сімоном Рожманом. У кваліфікації Ліги Європи пройшов із командою до плей-оф і на цьому шляху переміг команди «Флора» (Таллінн), «Валюр» (Рейк'явік) та «Фрайбург». Після нічиєї (1:1) у першому матчі раунду плей-оф; у другому ж матчі з рахунком 0:3 поступився «Олімпіку» (Марсель) та вибув з турніру. Також команда несподівано припинила виступи у Кубку Словенії 2017/18. Вже в першому ж матчі, 1/8 фіналу проти «Мури», яка щойно вийшов із третього дивізіону, представник першого дивізіону програв з рахунком 1:3. Переважно на початку сезону, Рожман регулярно використовував правого захисника як гравця основи. Потім з кінця серпня знову став основним гравцем й до завершення сезону встиг зіграти ще три матчі в чемпіонаті. Після цього до квітня 2018 року завжди перебував на лаві запасних професіональної команди, але на полі не з'являвся. Після цього знову почав отримувати ігровий час — інколи проводив на полі весь матч, але здебільшого виходив з лави запасних. До кінця сезону, в якому допоміг «Домжале» посісти третє місце, Ром зіграв 14 матчів у чемпіонаті, відзначився одним голом та зробив дві результативні передачі.
Наступний сезон 2018/19 року розпочався для правого захисника, як і закінчився попередній. Він пропустив кваліфікацію Ліги Європи 2018/19 своєї команди, яка вибула у другому кваліфікаційному раунді після чотирьох поспіль нічиїх, а також грав після цього зрідка. На кінець листопада 2018 року провів лише шість матчів у лізі, але з 1 грудня 2018 року став основним захисником рідного клубу, коли зробив гольову передачу в програному (1:2) аоєдинку проти домінуючого «Марибора». Після цього 20-річний захисник використовувався у всіх матчах чемпіонату до завершення сезону й зіграв рекордні для 25 матчів у вищому дивізіоні та відзначився трьому гольовими передачами. З командою ще раз посів третє місцу у підсумковій таблиці й, таким чином, знову забезпечив місце команді в єврокубках. У Кубку Словенії 2018/19 Матчія зіграв у двох поєдинках, а «Домжале» поступився у чвертьфіналі «Марибору».

### Вояж до Хорватії
У сезоні 2019/20 років Рои дедалі частіше залишався на лавці запасних і рідко використовувався до зимової перерви. У кубку Словенії 2019/20, в якому провів два матчі, він та його команда вибули у чвертьфіналі від «Мури». Після того, як у цьому сезоні провів лише шість поєдинків у чемпіонаті, на початку січня 2020 року було оголошено про його перехід у хорватський клуб Першого дивізіону «Інтер» (Запрешич). Підписав контракт з командою з міста Запрешич, поблизу словенського кордону, до червня 2021 року. На той час він мав не менш тривалий контракт зі словенцями; також сторони домовилися не розголошувати плату за перехід. На початку весни використовувався Желько Петровичем на позиції правого захисника протягом усіх 90 хвилин в переможному (2:0) домашньому поєдинку проти «Істри 1961». Навіть після цього — за винятком однієї гри — виступав на позиції опорного півзахисника і використовувався у шести матчах чемпіонату, в яких відзначився однією передачею, допоки турнір не перервали через пандемію COVID-19 у Хорватії.

### «Колос» (Ковалівка)
1 грудня 2020 року підписав контракт з «Колосом». Дебютував у футболці ковалівського клубу 2 грудня 2020 року в переможному (4:0) виїзному поєдинку третього кваліфікаційного раунду кубку України проти вінницької «Ниви». Матія вийшов на поле в стартовому складі та відіграв увесь матч. У Прем'єр-лізі України дебютував 12 грудня 2020 року в нічийному (2:2) виїзному поєдинку 13-го туру проти київського «Динамо». Ром вийшов на поле та відіграв увесь матч.

## Кар'єра в збірній
Перший досвід у юнацькій збірній Словенії Матія отримав у травні 2013 року, коли зіграв у міжнародному товариському матчі проти однолітків із США. У вересні того ж року захисник використовувався у двох міжнародних матчах юнацької збірної Словенії U-16 проти однолітків з Македонії.
Після перших матчів за збірну Словенії (U-17) на початку квітня 2014 року, він взяв участь у Турнірі Градишки, юнацькому футбольному турнірі в містечку Градишка, в кінці квітня та на початку травня 2014 року проти Боснії і Герцеговини. У червні 2014 року також зіграв три міжнародні матчі на Турнірі розвитку молоді, організованому УЄФА. У вересні 2014 року зіграв три матчі кваліфікації юнацького чемпіонату Європи (U-17) 2015 року. Матія допоміг команді вийти до елітного раунду кваліфікації, де в березні 2015 року також провів три поєдинки.
Зрештою, словенці змогли пройти до фінального турніру в Болгарії; захисник також взяв участь у турнірі. Однак Словенська футбольна асоціація відносить ці поєдинки до юнацької збірної Словенії U-18. У період з 2015 по 2016 рік за вище вказану команду провів 16 поєдинків; окрім трьох ігор на чемпіонаті Європи, це були виключно товариські ігри. 4 січня 2016 року Матія дебютував у юнацькій збірній Словенії U-19, за яку до жовтня 2016 року зіграв у шести міжнародних матчах. Останні два з вище вказаних матчів припали на кваліфікацію чемпіонату Європи U-19 2017 року, до фінальної частини якої словенці не пробилися. Решта ж матчів мали товариський статус.
У молодіжній збірній Словенії дебютував 1 вересня 2017 року в поєдинку кваліфікації молодіжного чемпіонату Європи 2019 року проти Люксембургу, в якому головний тренер Прімож Гліха довірив Матії провести на полі всі 90 хвилин.
Після цього пройшло понад півтора року, перш ніж Ром повернувся до словенської «молодіжки». У березні 2019 року він зіграв товариський матч проти молодіжної збірної Грузії, а в червні 2019 року — ще один товариський матч проти молодіжної збірної Швейцарії. З вересня по листопад 2019 року також використовувався в чотирьох наступних міжнародних матчах молодіжної збірної Словенії проти Франції, Англії, Угорщини та Португалії.

## Статистика виступів

### Клубна
| Клубні виступи | Клубні виступи    | Клубні виступи      | Ліга  | Ліга | Кубок          | Кубок          | Континентальні | Континентальні | Загалом | Загалом |
| Сезон          | Клуб              | Ліга                | Матчі | Голи | Матчі          | Голи           | Матчі          | Голи           | Матчі   | Голи    |
| Словенія       | Словенія          | Словенія            | Ліга  | Ліга | Кубок Словенії | Кубок Словенії | Єврокубки      | Єврокубки      | Загалом | Загалом |
| -------------- | ----------------- | ------------------- | ----- | ---- | -------------- | -------------- | -------------- | -------------- | ------- | ------- |
| 2016–17        | «Домжале»         | Перша ліга Словенії | 3     | 0    | 0              | 0              | 0              | 0              | 3       | 0       |
| 2017–18        | «Домжале»         | Перша ліга Словенії | 14    | 1    | 0              | 0              | 0              | 0              | 14      | 1       |
| 2018–19        | «Домжале»         | Перша ліга Словенії | 25    | 0    | 2              | 0              | 0              | 0              | 27      | 0       |
| Загалом        | Словенія          | Словенія            | 42    | 1    | 2              | 0              | 0              | 0              | 44      | 1       |
| Загалом        | Усього за кар'єру | Усього за кар'єру   | 42    | 1    | 2              | 0              | 0              | 0              | 44      | 1       |

## Титули і досягненя
- Володар Кубка Словенії (1):

«Домжале»: 2016-17